# Alexander Dubček
Alexander Dubček (pronunție în slovacă [ˈalɛksandɛr ˈduptʃɛk]; n. 27 noiembrie 1921, Uhrovec, Cehoslovacia – d. 7 noiembrie 1992, Praga, Cehoslovacia) a fost un om politic slovac și conducător, pentru scurt timp, al Cehoslovaciei (1968-1969). Dubček a încercat să reformeze Republica Socialistă Cehoslovacă prin Primăvara de la Praga, dar a fost forțat să demisioneze în urma invadării Cehoslovaciei de către armatele țărilor membre ale Tratatului de la Varșovia. Mai târziu, după răsturnarea guvernului în 1989, Dubček a fost președinte al Adunării Federale a Cehoslovaciei, parlamentul țării. Tot în 1989 Parlamentul European i-a decernat lui Dubček Premiul Saharov pentru libertate de gândire.

## Primii ani
Dubček s-a născut în Uhrovec, Cehoslovacia (pe teritoriul actualului stat Slovacia), la 27 noiembrie 1921 și a crescut în RSS Kirghiză din Uniunea Sovietică (actualul stat Kârgâzstan) ca un membru al cooperativei industriale Interhelpo de limbă esperanto și ido. Tatăl său s-a mutat din Chicago în Cehoslovacia în timpul Primului Război Mondial, când a refuzat să îndeplinească serviciul militar din motive pacifiste. În timpul marii depresiuni economice, când Alexander avea trei ani, familia Dubček s-a mutat în Uniunea Sovietică, parțial pentru a ajuta la construirea socialismului și parțial din cauza lipsei de locuri de muncă din Cehoslovacia. În 1938 familia Dubček s-a întors în Cehoslovacia.
În timpul celui de-al Doilea Război Mondial Alexander Dubček s-a alăturat mișcării de rezistență împotriva statului slovac războinic și progerman condus de Jozef Tiso. În august 1944 Dubček a luptat în Revolta Națională Slovacă și a fost rănit. Fratele său, Július, a fost ucis.

## Cariera politică
În timpul războiului Alexander Dubček a aderat la Partidul Comunist din Slovacia (KSS), care a fost creat după formarea statului slovac și s-a transformat în 1948 în filiala slovacă a Partidului Comunist din Cehoslovacia (KSČ).
După război a urcat în mod constant în ierarhia de conducere a Cehoslovaciei Comuniste. A fost în perioada 1951-1955 membru al Adunării Naționale, parlamentul Republicii Socialiste Cehoslovace. În 1953 a fost trimis la Colegiul Politic din Moscova, pe care l-a absolvit în 1958. În 1955 a devenit membru al Comitetului Central al Partidului Comunist Slovac, iar în 1962 membru al Prezidiului. În 1958 a fost ales membru al Comitetului Central al Partidului Comunist din Cehoslovacia, activând ca secretar (1960-1962) și ca membru al Prezidiului (din 1962). În perioada 1960-1968 el a mai fost ales încă o dată membru al Adunării Naționale.
În 1963 lupta pentru putere la conducerea filialei slovace a partidului a dus la înlăturarea lui Karol Bacílek și Pavol David, apropiați ai liniei dure promovate de Antonín Novotný, prim-secretar al KSČ și președinte al Cehoslovaciei. În locul lor, o nouă generație de comuniști slovaci a preluat conducerea de partid și de stat din Slovacia, fiind condusă de Alexander Dubček, care a devenit prim-secretar al Partidului Comunist Slovac. El a fost ales în 1964 membru al Parlamentului Slovac, îndeplinind această funcție până în 1970.
Sub conducerea lui Dubček, Slovacia a început să evolueze spre liberalizarea politică. Pentru că Novotný și Stalinist predecesorii săi staliniști i-au denigrat în anii 1950 pe „naționaliștii burghezi” slovaci, mai ales pe Gustáv Husák și Vladimír Clementis, filiala slovacă a început să promoveze identitatea slovacă. Aceasta a luat forma, în principal, a sărbătorilor și comemorărilor, cum ar fi cea de-a 150-a aniversare a liderilor Renașterii Naționale Slovace din secolul al XIX-lea Ľudovít Štúr și Jozef Miloslav Hurban, centenarul instituției Matica slovenská în 1963 și cea de-a douăzecea aniversare a Revoltei Naționale Slovace. În același timp, climatul politic și intelectual din Slovacia a devenit mai liber decât în Cehia. Acest lucru a fost exemplificat de creșterea numărului de cititori al Kultúrny život, ziarul săptămânal al Uniunii Scriitorilor Slovaci, care a publicat discuțiile referitoare la liberalizare, federalizare și democratizare, scrise de scriitorii cei mai progresiști și controversați – atât slovaci, cât și cehi. Kultúrny život a devenit în consecință prima publicație slovacă ce a obținut o răspândire largă în rândul cehilor.

## Primăvara de la Praga

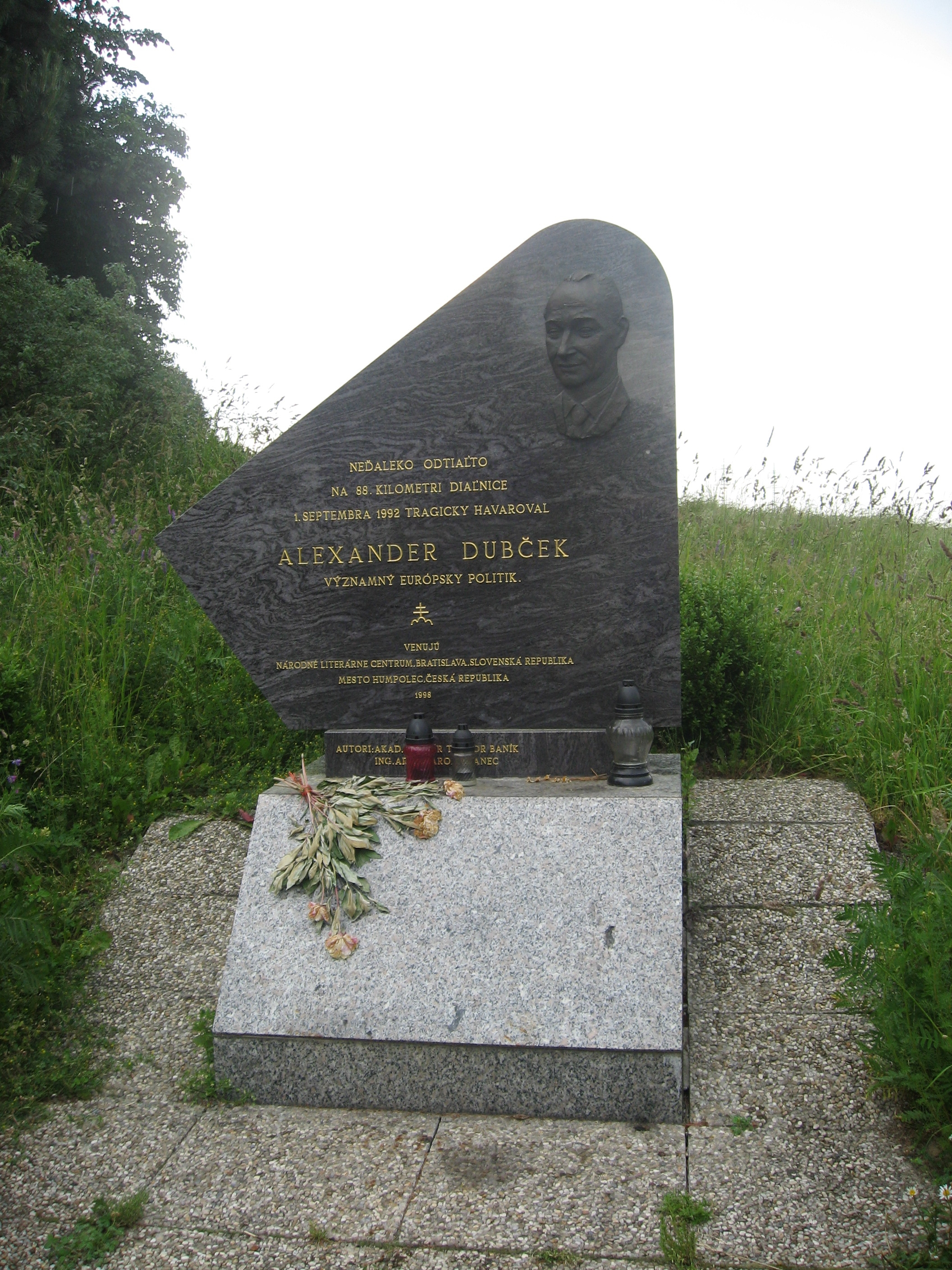
Monument în memoria lui Alexander Dubček

Economia planificată cehoslovacă a intrat în anii 1960 într-o criză gravă, iar impunerea unui control central de la Praga i-a dezamăgit pe comuniștii locali, în timp ce programul de destalinizare a provocat și mai multă neliniște. În octombrie 1967 o parte din reformatori, în special Ota Šik și Alexander Dubček, au trecut la acțiune: ei au cerut demisia primului secretar Antonín Novotný într-o ședință a Comitetului Central. Novotný s-a confruntat cu o revoltă în Comitetul Central, așa că l-a invitat în secret pe liderul sovietic Leonid Brejnev să facă o vizită rapidă la Praga în decembrie 1967, în scopul de a-și asigura propria poziție. Când Brejnev a ajuns în Praga și s-a întâlnit cu membrii Comitetului Central, el a fost uimit să afle nivelul ridicat de opoziție la adresa lui Novotný, ceea ce l-a determinat pe liderul sovietic să-i refuze sprijinul, lăsând Comitetul Central să forțeze demisia lui Novotný. Dubček a devenit noul prim-secretar al Partidului Comunist din Cehoslovacia la 5 ianuarie 1968.
Perioada de după căderea lui Novotný a devenit cunoscută sub numele de Primăvara de la Praga. În acest timp, Dubček și alți reformatori au încercat să liberalizeze guvernarea comunistă și să creeze un „socialism cu față umană”. Deși acest lucru a slăbit influența partidului în țară, Dubček a rămas un comunist devotat și a încercat să păstreze rolul conducător al partidului. Cu toate acestea, în timpul Primăverii de la Praga, el și alți comuniști reformatori au încercat să câștige sprijinul popular pentru guvernarea comunistă prin înlăturarea măsurilor represive, permițând o mai mare libertate de exprimare și tolerarea organizațiilor politice și sociale care nu se aflau sub control comunist. „Dubček! Svoboda!” a devenit refrenul popular al demonstrațiilor studențești din această perioadă. Dubček s-a găsit el însuși într-o poziție tot mai fragilă. Programul de reformă a luat amploare, determinând presiuni pentru o mai mare liberalizare și democratizare. În același timp, comuniștii cehoslovaci adepți ai liniei dure și conducătorii celorlalte țări membre ale Pactului de la Varșovia l-au presat pe Dubček să țină în frâu Primăvara de la Praga. Deși Dubček a dorit să coordoneze mișcarea reformistă, el a refuzat să recurgă la aplicarea unor măsuri draconice.
Conducerea sovietică a încercat să încetinească sau să oprească schimbările din Cehoslovacia printr-o serie de negocieri. Uniunea Sovietică a fost de acord să poarte discuții bilaterale cu Cehoslovacia în iulie, la Čierna nad Tisou, în apropierea graniței slovaco-sovietice. În cadrul reuniunii, Dubček a încercat să-i liniștească pe sovietici și pe conducătorii Pactului de la Varșovia, argumentând că reformele erau o problemă internă. El a crezut că învățase o lecție importantă de pe urma Revoluției maghiare din 1956, în care conducătorii Ungariei s-au retras din Pactul de la Varșovia. Dubček a crezut că Kremlinul i-ar lăsa mână liberă în realizarea reformei interne, atâta timp cât Cehoslovacia va rămâne un membru loial al blocului sovietic. În ciuda eforturilor permanente ale lui Dubček de a evidenția respectarea angajamentelor externe asumate, Brejnev și ceilalți conducători ai țărilor Pactului de la Varșovia nu au fost convinși.

## Căderea sa

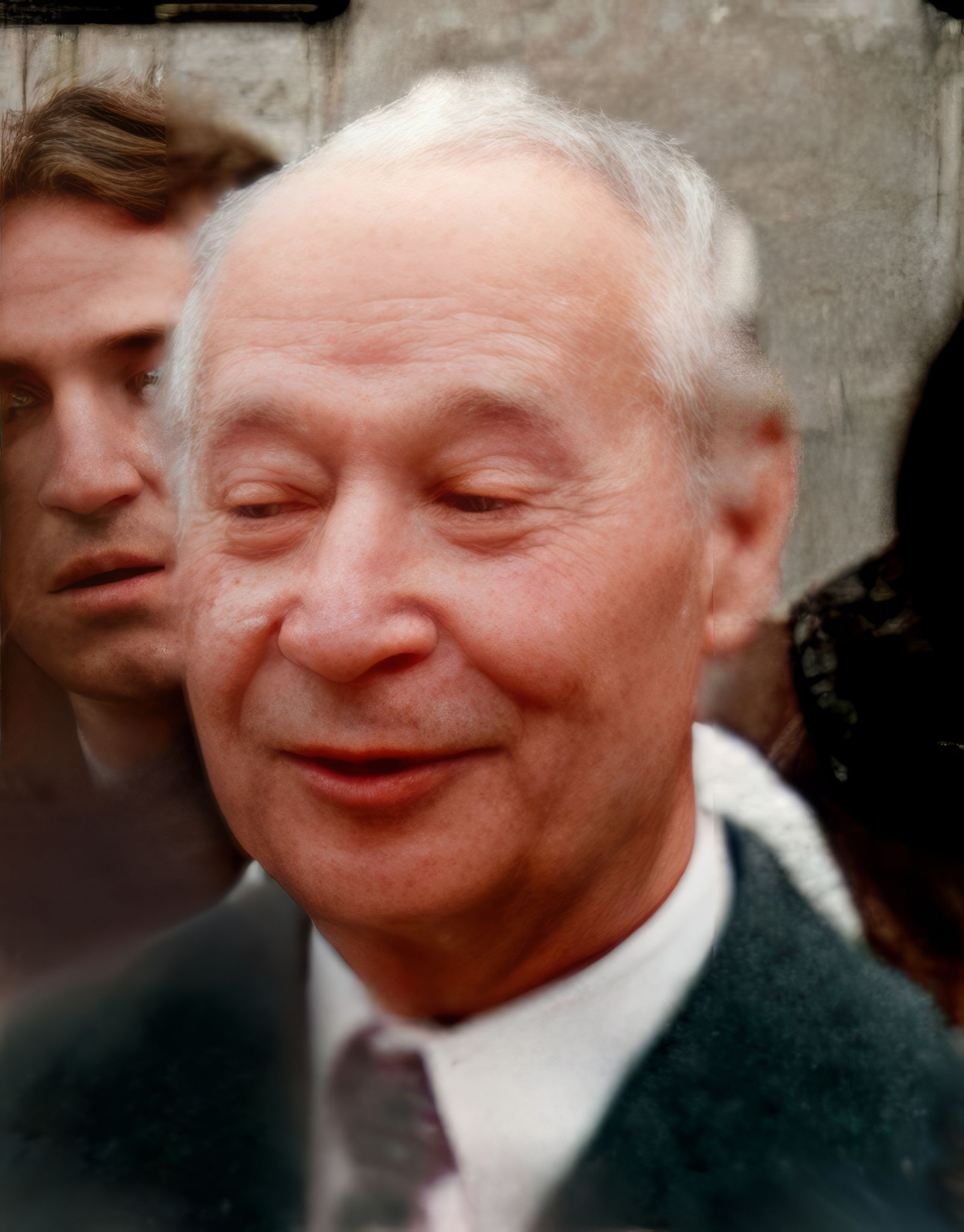
Dubček în 1989

În noaptea de 20-21 august 1968 armatele țărilor membre ale Pactului de la Varșovia (cu excepția Albaniei și României) au intrat în Cehoslovacia. Dubček a cerut populației să nu se opună. Armatele de ocupație au preluat rapid controlul asupra orașului Praga și a clădirii Comitetului Central, capturându-i pe Dubček și pe alți lideri reformatori. În aceeași zi Dubček și ceilalți au fost duși la Moscova într-un avion sovietic de transport militar (se presupune că ar fi fost una dintre aeronavele utilizate în invazia sovietică).
În ciuda inspiratei rezistențe non-violente a populației cehe și slovace, care a întârziat pierderea deplină a controlului în favoarea forțelor Pactului de la Varșovia timp de opt luni (în contrast cu perioada estimată de armata sovietică la patru zile) și a devenit un prim exemplu de apărare civilă, reformatorii au fost forțați, în cele din urmă, să accepte cererile sovietice, semnând protocoalele de la Moscova. (Numai František Kriegel a refuzat să semneze.)
Dubček și majoritatea reformatorilor s-au întors la Praga la 27 august, iar Dubček și-a păstrat postul de prim-secretar pentru încă o perioadă. Într-adevăr, realizările Primăverii de la Praga nu au fost anulate imediat, ci după o perioadă de câteva luni.
În ianuarie 1969, Dubček a fost internat la Bratislava deoarece se plângea de frig și a trebuit să-și anuleze un discurs. S-au răspândit zvonuri că boala lui s-a datorat iradierii și că i s-ar fi pus stronțiu radioactiv în supă în timpul șederii sale la Moscova într-o încercare de a-l ucide. Cu toate acestea, raportul serviciilor de informații americane au respins această ipoteză din lipsă de dovezi.
Dubček a fost forțat să demisioneze din funcția de prim-secretar în aprilie 1969, în urma revoltelor cauzate în perioada meciurilor de hochei dintre echipele Cehoslovaciei și URSS. El a fost reales membru în Adunarea Federală (denumirea de atunci a parlamentului federal) și a devenit purtător de cuvânt. Ulterior, el a fost trimis ca ambasador în Turcia (1969-1970), în speranța că se va refugia în Occident, ceea ce nu s-a întâmplat. În 1970 a fost exclus din Partidul Comunist și a pierdut scaunele de deputat în parlamentul slovac (pe care-l deținuse încă din 1964) și în Adunarea Federală.

## Simplu cetățean
După excluderea sa din partid, Dubček a lucrat în Serviciul Silvic din Slovacia. El a rămas o figură populară în rândul cehilor și slovacilor pe care i-a întâlnit la locul de muncă, folosind acest respect pentru a-și procura materiale greu de găsit pentru locul său de muncă. Dubček și soția sa, Anna, au continuat să trăiască într-o vilă confortabilă dintr-un cartier frumos din Bratislava. În 1988, lui Dubček i s-a permis să călătorească în Italia pentru a accepta un doctorat onorific decernat de Universitatea din Bologna și, în timp ce se afla acolo, a acordat un interviu ziarului italian L'Unità, acesta fiind prima sa declarație publică după 1970. Apariția interviului lui Dubček l-a readus în atenția publicului internațional.
În 1989 i s-a decernat Premiul Saharov în al doilea an al existenței sale.

## Revoluția de Catifea

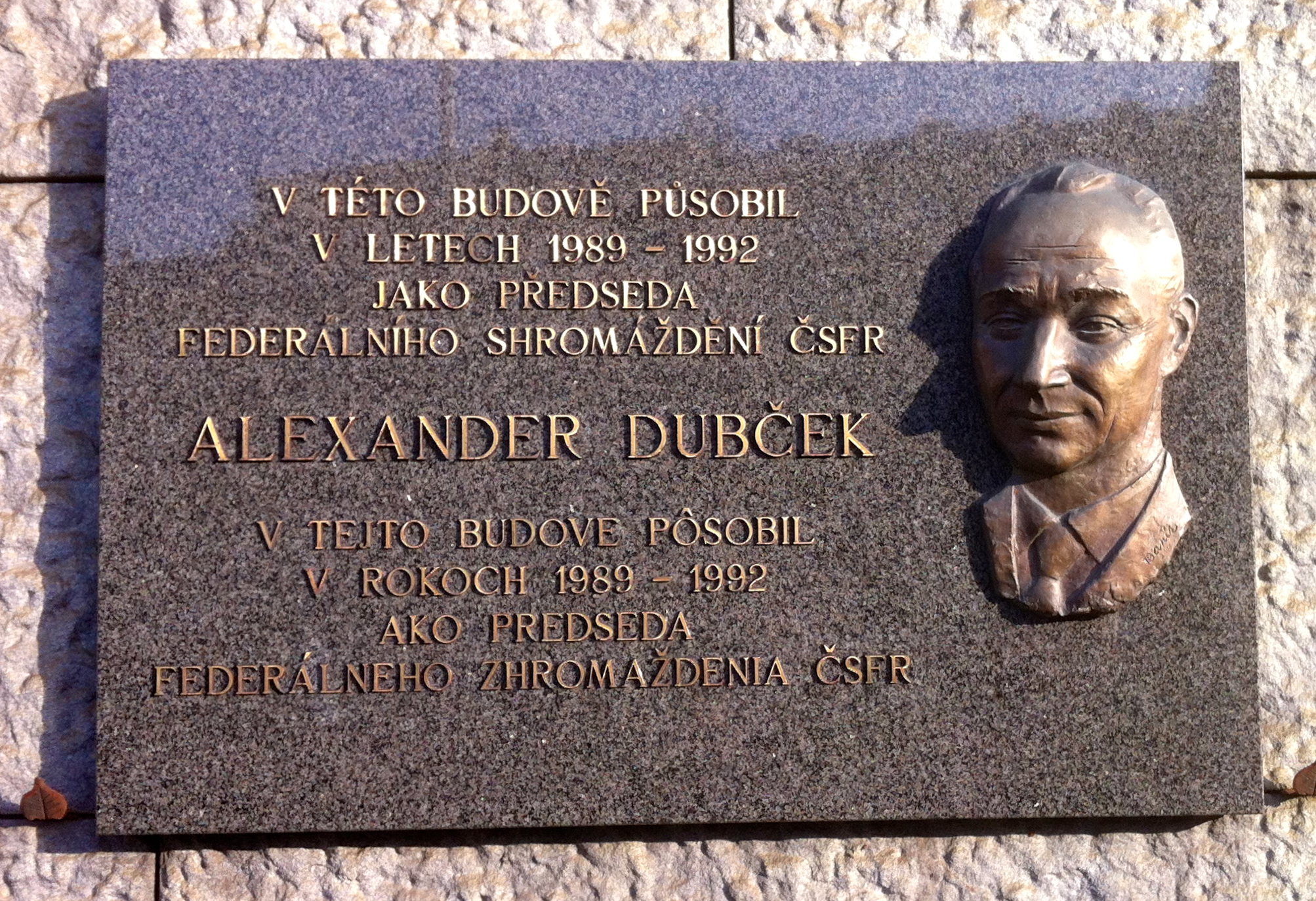
Alexander Dubček a fost ales președinte al Parlamentului Cehoslovac (1989-1992). Placa din Praga a fost realizată în 2006 de către Teodor Baník. Ea a fost amplasată pe peretele clădirii Národní muzeum - nová budova.

În timpul Revoluției de Catifea din 1989, el a sprijinit Publicul împotriva Violenței (VPN) și Forumul Civic. În noaptea de 24 noiembrie, Dubček a apărut împreună cu Václav Havel într-un balcon cu vedere la Piața Wenceslas, fiind întâmpinat cu aplauze zgomotoase de mulțimea de protestatari din piață și ovaționat ca un simbol al libertății democratice. Mai mulți spectatori chiar au scandat, „Dubček na hrad!” („Dubček la Castel”, adică Dubček ca președinte). El a dezamăgit oarecum mulțimea, considerând revoluția ca o șansă de a continua activitatea pe care o începuse cu 20 de ani mai devreme și punând tot ce era greșit în vina guvernelor comuniste din ultima perioadă; de această dată, protestatarii din Praga nu au mai sprijinit conducerea comunistă cehoslovacă sau economia planificată. Mai târziu în acea noapte, Dubček se afla împreună cu Havel pe scena teatrului Laterna Magika, sediul central al Forumului Civic, atunci când întreaga conducere a Partidului Comunist a demisionat, eveniment ce a marcat sfârșitul regimului comunist în Cehoslovacia.
Dubček a fost ales președinte al Adunării Federale (Parlamentul Cehoslovac) în 28 decembrie 1989 și reales în 1990 și 1992.
În momentul răsturnării conducerii comuniste, Dubček a descris Revoluția de Catifea ca o victorie a ideii socialismului uman pe care o promovase el. În 1990 a primit Premiul Umanist Internațional din partea International Humanist and Ethical Union. De asemenea, el a susținut un discurs adresat absolvenților promoției 1990 de la Universitatea Americană din Washington, D.C.; aceasta a fost prima sa călătorie în Statele Unite ale Americii.
În 1992 el a devenit conducătorul Partidului Social-Democrat din Slovacia și a reprezentat acel partid în Adunarea Federală a Cehoslovaciei. La acel moment, Dubček a sprijinit pasiv unirea teritoriilor cehe și slovace într-o federație ceho-slovacă împotriva înființării unui stat slovac independent.

## Moartea

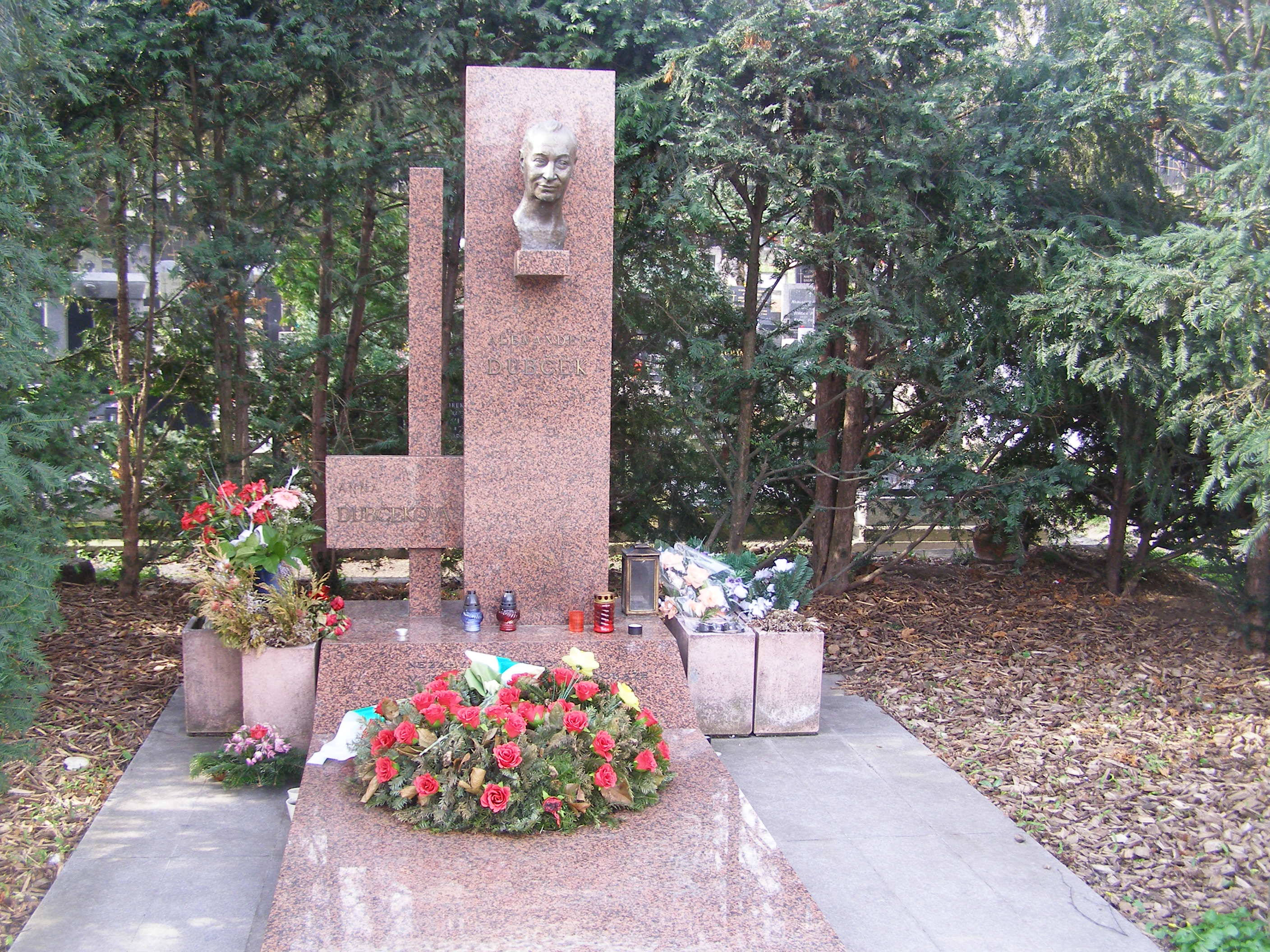
Mormântul lui Dubček

Dubček a murit pe 7 noiembrie 1992, ca urmare a rănilor suferite într-un accident de mașină care a avut loc la 1 septembrie pe autostrada cehă D1, în apropiere de Humpolec. El a fost înmormântat în cimitirul Slávičie údolie din Bratislava, Slovacia.

## Distincții
- Premiul Saharov, 1989[25]